# Escut de la Llagosta
L'escut oficial de la Llagosta té el següent blasonament:
Escut caironat: d'or, una llagosta de rostoll de gules; el peu d'or, 4 pals de gules, i una filiera de sinople. Per timbre, una corona mural de poble.

## Història
Va ser aprovat el 15 d'abril de 1997 i publicat al DOGC el 15 de maig del mateix any amb el número 2392.
La llagosta és el senyal parlant tradicional i els Quatre Pals recorden la jurisdicció comtal reial sobre Sant Fost de Campsentelles, municipi en què va estar inclòs la Llagosta fins a 1945.